# Lucien Ardenne
Pour les articles homonymes, voir Ardennes.
Lucien Ardenne, de son vrai nom Lucien Louis Cas, né le 21 mars 1914 à Vivier-au-Court
et mort le 17 septembre 1993 à Illy
est un artiste-peintre français. Il peint des sujets de sport et des paysages urbains. Peintre naïf à ses débuts, puis peintre de la réalité poétique.

## Biographie
Au cours d'une vie diversifiée, marin, boxeur, policier, des amis de passage à Paris lui font connaître les rudiments de la peinture, d'autant qu'il est doué pour le dessin. Il expose dans les Salons annuels parisiens : Peintres, Témoins de leurs Temps, Salon du dessin et de la peinture à l'eau, Salon Comparaisons, Grands et Jeunes d'aujourd'hui, Salon d'automne, Salon des indépendants dont il est Sociétaire, et chaque année, fait une exposition personnelle au château d'Olly, près de Sedan.
Il est titulaire de la Médaille militaire, de la croix de guerre 1939-1945 et il est Chevalier des Arts et des Lettres.
Dans sa première période à caractère naïf, il peint des vues du cadre de vie contemporain et il traite souvent des sujets sportifs.
Puis dans une technique évoluée, il devient très spécialement le peintre des paysages ardennais, villages et forêts, qu'il saisit souvent sous la neige.